# خانم پارکینگتون
خانم پارکینگتون (به انگلیسی: Mrs. Parkington) فیلمی ۱۲۴ دقیقه‌ای در سبک درام به کارگردانی تی گارنت با بازی گریر گارسون و سلنا رویل محصول سال ۱۹۴۴ است.

## گیشه
طبق رکوردهای MGM، این فیلم 3,062,000 دلار در ایالات متحده و کانادا و 2,569,000 دلار در جاهای دیگر به دست آورد که منجر به سود 2,198,000 دلار شد.